# 山崎淑行
山崎 淑行（やまさき よしゆき、1969年〈昭和44年〉 - ）は、NHK報道記者。元名古屋局ニュースデスク。元科学文化部ニュースデスク。現在夜10時からのラジオ番組NHKジャーナルに出演中。

## 略歴
山口県萩市生まれ。4歳頃に大阪府枚方市に転居。大阪府立寝屋川高等学校を経て、1992年（平成4年）関西学院大学経済学部（根岸紳ゼミ）卒業。無職のまま5年間フリーター暮らしを続けながら、神戸大学大学院国際協力研究科修士課程修了、米国シアトルに留学した。
1997年日本放送協会（NHK）に記者として入局。初任地は福井県であり、福井局で1年間福井県警察や行政を担当し、敦賀市の支局に異動。原発銀座と呼ばれる若狭湾のエネルギー問題を取材し、報道局科学文化部に移る。エネルギー政策や地球温暖化、省エネ、新エネルギー、原子力発電から街づくりや囲碁将棋といった社会文化までを取材している。

### 福島第一原発事故スタジオ解説
特に、1999年に起きた茨城県東海村のJCO臨界事故、新潟県中越沖地震の柏崎刈羽原発トラブルなど原発事故の取材が多く、2011年（平成23年）東北地方太平洋沖地震（東日本大震災）に伴い発生した福島第一原子力発電所事故では3月11日の発生の夜から連日スタジオで、水蒸気爆発を起こした福一の現場生中継などのニュース・報道番組を水野倫之解説委員とともに伝え、解説した。また、関西大学など各地で原発事故に関する講演も行っている。
その後、静岡局デスクを経て、名古屋局ニュースデスクに。

## 人物
出身校・関学のインタビューに、学生時代を振り返り、「目的意識もないままキャンパスに通い、サークルに顔を出しテスト前に資料をかき集める『普通』の学生」で、就活する4回生になっても「『本当にやりたいことが見つからず』にいた」と述べ、それら「自分探し」の結果、「営利が求められる民間企業より公に資する分野が合っている」と感じて、「メディアや官公庁を志望」した結果、NHKを選んだと語っている。
なお、苗字の「山崎」は濁点のない、濁らない「やまさき」である。

## 出演番組
- NHKスペシャル
  - 「緊急報告　東北関東大震災」（2011年3月13日）[7]

- クローズアップ現代
  - 「隠された原発トラブル　～東京電力　不正の実態～」（2002年9月19日）[8]
  - 「鳩山ＶＳ菅　～民主党代表選挙の舞台裏～」（2002年9月24日）[9]
  - 「原発の安全をどう守るのか　～維持基準導入の課題～」（2003年3月6日）[10]
  - 「見過ごされた危機　～検証・美浜原発事故～」（2004年8月31日）[11]
  - 「どう処理する使用済み核燃料　～動き出す核燃料サイクル～」（2004年11月24日）[12]
  - 「監視される社員たち　～進む情報流出対策～」（2004年11月25日）[13]
  - 「検証　もんじゅ運転再開」（2010年5月12日）[14]
  - 「海から電気を作り出せ」（2012年5月10日）[15]
- NHKジャーナル　ニュースデスク　(2021年7月19日ｰ現在　2022年7月までは岩本裕 と、その後緒方英俊と隔週出演)
- Nらじ　ゲスト解説　（2021年3月4日　18時台ニュースアップ「ロシア軍　ウクライナの原発を攻撃」）

## 著書

### 共著
- 『緊急解説！福島第一原発事故と放射線』（NHK出版 2011/6/8 ISBN 978-4140883532） - 同じNHKの水野倫之、藤原淳登

「はやぶさ2の大冒険」小惑星探査機のはやぶさ2の成功の秘訣に迫った作品。